# Richter Hugó
Richter Hugó (Kőszeg, 1887. augusztus 21. – Budapest, Erzsébetváros, 1945. április 24.) orvos, ideggyógyász.

## Élete
Richter Zsigmond (1860–1910) rabbi és Reich Emília (1865–1946) gyermekeként született zsidó családban. Apja korán elhunyt, s mint második gyermek, ő segítette anyját tíz testvérének nevelésében. Az Érsekújvári Kegyes Tanítórendi Katolikus Gimnáziumban érettségizett. Tanulmányait a Budapesti Tudományegyetemen, illetve külföldön végezte. 1909-ben avatták orvossá, majd kötelező katonai szolgálatot teljesített. Orvosi pályája elején, 1910–12-ben Jendrassik Ernő ideggyógyászati klinikáján gyakornokoskodott. 1912-től tanársegéd volt a Schaffer Károly professzor által vezetett Agyszövettani Intézetben. Az első világháború idején ezredorvosi és törzsorvosi rangban szolgált. 1924-ben Benedict Henrik, a Pesti Izraelita Hitközség Szabolcs Utcai Kórházának igazgatója, felkérte a kórház újonnan létesült idegosztályának vezetésére. A következő évtől a kórházban működött főorvosként. 1929-ben az idegbetegségek kór- és gyógytana című tárgykörből egyetemi magántanárrá habilitált. A második világháború kitörésének évében felajánlottak számára egy amerikai állást, de idős édesanyja miatt Magyarországon maradt. A német megszállás idején sáncásásra hurcolták, majd onnan visszatérve a Wesselényi utcai szükségkórházban dolgozott. 1945. április 14-én az Oktogonnál egy autó elgázolta, s egy héttel később belehalt sérüléseibe.
Jelentős kutatásokat végzett a migrénnel és a tábesszel kapcsolatosan. Elsőként mutatta ki hisztológiai metszetekben a treponema jelenlétét a gerincvelőben tabes dorsalisnál. Tudományos munkássága főleg az agyvelő ép és kóros szövettanára vonatkozik. Külföldön leginkább a hátgerincsorvadás kórszövettan mivoltára vonatkozó vizsgálatai ismertek.
Tanulmányai főképp külföldi szaklapokban és folyóiratokban jelentek meg.
A Kozma utcai izraelita temetőben nyugszik (5B-10-14).